# Diễn đàn Quần đảo Thái Bình Dương
Diễn đàn Quần đảo Thái Bình Dương (tiếng Anh: Pacific Islands Forum, PIF) là một tổ chức liên chính phủ nhằm mục đích tăng cường sự hợp tác giữa các quốc gia độc lập tại Thái Bình Dương. Tổ chức này được thành lập năm 1971 với tên gọi sơ khởi là Diễn đàn Nam Thái Bình Dương (tiếng Anh: South Pacific Forum), tên gọi như hiện nay khởi nguồn từ năm 1999.

## Thành viên
| Map indicating the members and observers of the Pacific Islands Forum |                           |                        |                           |
| Member states                                                         |                           |                        |                           |
| Úc (AU)                                                               | Kiribati (KI)             | Palau (PW)             | Quần đảo Solomon (SB)     |
| Quần đảo Cook (CK)                                                    | Nauru (NR)                | Papua New Guinea (PG)  | Tonga (TO)                |
| Micronesia (FM)                                                       | New Zealand (NZ)          | Quần đảo Marshall (MH) | Tuvalu (TV)               |
| Niue (NU)                                                             | Samoa (WS)                | Vanuatu (VU)           |                           |
| Suspended members                                                     |                           |                        |                           |
| Fiji (FJ) (suspended since ngày 2 tháng 5 năm 2009)                   |                           |                        |                           |
| Associate members                                                     | Associate members         | Observers              | Observers                 |
| Nouvelle-Calédonie (NC)                                               | Polynésie thuộc Pháp (PF) | Tokelau (TK)           | Đông Timor (TL)           |
|                                                                       |                           | Wallis và Futuna (WF)  | Guam (GU)                 |
|                                                                       |                           | Samoa thuộc Mỹ (AS)    | Quần đảo Bắc Mariana (MP) |
|                                                                       |                           | Liên Hợp Quốc          | Commonwealth of Nations   |
|                                                                       |                           | Asian Development Bank | WCPFC                     |
| For abbreviations, see ISO 3166-1.                                    |                           |                        |                           |

|                   |                 |                   |          |
| Dialogue partners |                 |                   |          |
| Canada            | Trung Quốc (CN) | Liên minh châu Âu | Pháp     |
| Ấn Độ             | Indonesia (ID)  | Nhật Bản          | Ý        |
| Hàn Quốc          | Malaysia (MY)   | Philippines (PH)  | Thái Lan |
| Anh Quốc          | Hoa Kỳ (US)     |                   |          |

Đài Loan assists in the development of members in the forum, and holds an annual dialogue conference with members of the forum. Participation has been limited however, due to Trung Quốc being an official dialogue partner.

## Tổng thư ký
The Secretary General of the Pacific Islands Forum Secretariat is appointed to a three-year term by the leaders of the member states. The Secretary General reports directly to the national leaders and the Forum Officials' Committee (FOC). The Secretary General also automatically serves as the permanent chairman of the Council of Regional Organisations in the Pacific (CROP).
- Tuiloma Neroni Slade (Samoa)[7] ngày 13 tháng 10 năm 2008 - present
- Feleti Teo (Tuvalu) (acting) ngày 2 tháng 5 năm 2008 - ngày 13 tháng 10 năm 2008
- Greg Urwin (Australia) ngày 16 tháng 5 năm 2004 – ngày 2 tháng 5 năm 2008 (resigned)
- Noel Levi (Papua New Guinea) February 1998 – ngày 16 tháng 5 năm 2004
- Ieremia Tabai (Kiribati) January 1992 – January 1998
- Henry Naisali (Tuvalu) September 1988 – January 1992

Directors of the South Pacific Bureau for Economic Co-operation
- Henry Naisali (Tuvalu) January 1986 – September 1988
- Mahe Tupouniua (Tonga) January 1983 – January 1986
- John Sheppard (Australia) (acting) 1982 – January 1983
- Gabriel Gris (Papua New Guinea) 1980–1982 (died in office)
- Mahe Tupouniua (Tonga) November 1972 – 1980